# メリー・ポピンズ リターンズ (オリジナル・サウンドトラック)
『メリー・ポピンズ リターンズ (オリジナル・サウンドトラック)』（Mary Poppins Returns: Original Motion Picture Soundtrack）は、2018年の同名の映画のサウンドトラック・アルバムである。映画の音楽の作曲はマーク・シャイマン、楽曲の作詞はシャイマンとスコット・ウィットマンが担当した。アルバムは2018年12月7日にウォルト・ディズニー・レコードより発売された。
楽曲にはエミリー・ブラント、リン＝マニュエル・ミランダ、ベン・ウィショー、エミリー・モーティマー、ピクシー・デイヴィーズ、ジュリー・ウォルターズ、ディック・ヴァン・ダイク、アンジェラ・ランズベリー、メリル・ストリープら出演者のヴォーカル・パフォーマンスが含まれている。

## 背景
作曲家でソングライターのマーク・シャイマンと共同作詞者のスコット・ウィットマンは2016年に作業を開始し、2人は9つのオリジナル曲を書き上げた。
スコアでは映画1作目でシャーマン兄弟によって作られた曲が引用されており、「お砂糖ひとさじで」、「理想の乳母さん」、「2ペンスを鳩に」、「タコをあげよう」などが含まれる。リチャード・M・シャーマンは音楽コンサルタントとして参加している。
2018年11月26日、「幸せのありか」（歌: エミリー・ブラント）と「小さな火を灯せ」（歌: リン＝マニュエル・ミランダなど）が先行して配信された。

## トラックリスト
| 全作詞: マーク・シャイマン & スコット・ウィットマン、全作曲: シャイマン。 | |                                                          |            | |      |
| #                                                                         | タイトル | 作詞                                                     | 作曲・編曲 | パフォーマー | 時間 |
| 1.                                                                        | 「愛しのロンドンの空 (quotes 「私のくらし」 by シャーマン兄弟)」                                                                           | マーク・シャイマン & スコット・ウィットマン （ 英語版 ） | シャイマン | リン＝マニュエル・ミランダ | 3:47 |
| 2.                                                                        | 「メリー・ポピンズ リターンズ 序曲」 | マーク・シャイマン & スコット・ウィットマン （ 英語版 ） | シャイマン | | 2:28 |
| 3.                                                                        | 「君はどこへ」 | マーク・シャイマン & スコット・ウィットマン （ 英語版 ） | シャイマン | ベン・ウィショー | 2:42 |
| 4.                                                                        | 「想像できる?」 | マーク・シャイマン & スコット・ウィットマン （ 英語版 ） | シャイマン | エミリー・ブラント、ピクシー・デイヴィーズ、ジョエル・ドーソン、ナサニエル・サレー                                                         | 4:22 |
| 5.                                                                        | 「ロイヤルドルトン・ミュージックホール」                                                                                                   | マーク・シャイマン & スコット・ウィットマン （ 英語版 ） | シャイマン | ブラント、ミランダ、デイヴィーズ、ドーソン、サレー                                                                                         | 3:01 |
| 6.                                                                        | 「メリー・ポピンズ 舞台へ」 | マーク・シャイマン & スコット・ウィットマン （ 英語版 ） | シャイマン | ミランダ、ブラント | 0:31 |
| 7.                                                                        | 「本は表紙じゃわからない」 | マーク・シャイマン & スコット・ウィットマン （ 英語版 ） | シャイマン | ブラント、ミランダ、カンパニー | 4:25 |
| 8.                                                                        | 「幸せのありか」 | マーク・シャイマン & スコット・ウィットマン （ 英語版 ） | シャイマン | ブラント | 3:43 |
| 9.                                                                        | 「ひっくりカメ」 | マーク・シャイマン & スコット・ウィットマン （ 英語版 ） | シャイマン | メリル・ストリープ、ブラント、ミランダ、デイヴィーズ、ドーソン、サレー                                                                     | 4:20 |
| 10.                                                                       | 「小さな火を灯せ」 | マーク・シャイマン & スコット・ウィットマン （ 英語版 ） | シャイマン | ミランダ、ブラント、タリク・フリンポン、デイヴィーズ、ドーソン、サレー、点灯夫たち                                                         | 7:02 |
| 11.                                                                       | 「幸せのありか（リプライズ）」 | マーク・シャイマン & スコット・ウィットマン （ 英語版 ） | シャイマン | ドーソン、サレー、デイヴィーズ | 1:30 |
| 12.                                                                       | 「小さな火を灯せ（リプライズ）」 | マーク・シャイマン & スコット・ウィットマン （ 英語版 ） | シャイマン | ディック・ヴァン・ダイク、ブラント、ミランダ、ウィショー、デイヴィーズ、ドーソン、サレー                                                   | 0:46 |
| 13.                                                                       | 「舞い上がるしかない (quotes 「タコをあげよう」及び「お砂糖ひとさじで」 by シャーマン兄弟)」                                               | マーク・シャイマン & スコット・ウィットマン （ 英語版 ） | シャイマン | アンジェラ・ランズベリー、ウィショー、デイヴィーズ、ドーソン、サレー、ミランダ、エミリー・モーティマー、ジュリー・ウォルターズ、カンパニー | 5:45 |
| 14.                                                                       | 「愛しのロンドンの空（リプライズ） (quotes 「理想の乳母さん」 by シャーマン兄弟)」                                                         | マーク・シャイマン & スコット・ウィットマン （ 英語版 ） | シャイマン | ミランダ | 1:52 |
| 15.                                                                       | 「メリー・ポピンズ リターンズ のテーマ」                                                                                                   | マーク・シャイマン & スコット・ウィットマン （ 英語版 ） | シャイマン | | 1:38 |
| 16.                                                                       | 「舞い上がる凧 (quotes 「チム・チム・チェリー」 by シャーマン兄弟」                                                                        | マーク・シャイマン & スコット・ウィットマン （ 英語版 ） | シャイマン | featuring ミランダ | 2:40 |
| 17.                                                                       | 「メリー・ポピンズがやって来た (quotes 「お砂糖ひとさじで」及び「理想の乳母さん」 by シャーマン兄弟)」                                     | マーク・シャイマン & スコット・ウィットマン （ 英語版 ） | シャイマン | | 1:41 |
| 18.                                                                       | 「魔法の紙 (quotes 「信用第一の銀行」 by シャーマン兄弟)」                                                                                 | マーク・シャイマン & スコット・ウィットマン （ 英語版 ） | シャイマン | | 1:33 |
| 19.                                                                       | 「バンクス 銀行で… (quotes 「信用第一の銀行」)」                                                                                           | マーク・シャイマン & スコット・ウィットマン （ 英語版 ） | シャイマン | | 0:43 |
| 20.                                                                       | 「ロイヤルドルトンの器」 | マーク・シャイマン & スコット・ウィットマン （ 英語版 ） | シャイマン | | 1:58 |
| 21.                                                                       | 「ジョージーを救え」 | マーク・シャイマン & スコット・ウィットマン （ 英語版 ） | シャイマン | | 4:01 |
| 22.                                                                       | 「トプシーの家へ (quotes 「理想の乳母さん」 by シャーマン兄弟)」                                                                           | マーク・シャイマン & スコット・ウィットマン （ 英語版 ） | シャイマン | | 2:53 |
| 23.                                                                       | 「銀行の追いかけっこ」 | マーク・シャイマン & スコット・ウィットマン （ 英語版 ） | シャイマン | | 1:11 |
| 24.                                                                       | 「霧に包まれて」 | マーク・シャイマン & スコット・ウィットマン （ 英語版 ） | シャイマン | | 0:59 |
| 25.                                                                       | 「さようなら 愛しの家」 | マーク・シャイマン & スコット・ウィットマン （ 英語版 ） | シャイマン | | 2:32 |
| 26.                                                                       | 「ビッグ・ベンへ急げ」 | マーク・シャイマン & スコット・ウィットマン （ 英語版 ） | シャイマン | | 4:55 |
| 27.                                                                       | 「メリー・ポピンズ リターンズ エンド・クレジット組曲 (quotes 「スーパーカリフラジリスティックエクスピアリドーシャス」 by シャーマン兄弟)」 | マーク・シャイマン & スコット・ウィットマン （ 英語版 ） | シャイマン | featuring キャスト | 5:12 |
| 合計時間:                                                                 | 合計時間: | 合計時間:                                                | 78:10      | |      |

## チャート
| チャート (2018-19)               | 最高 順位 |
| -------------------------------- | --------- |
| オーストラリア・アルバム (ARIA)  | 15        |
| オーストリア (Ö3 Austria)        | 63        |
| ベルギー (Ultratop Flanders)     | 85        |
| ベルギー (Ultratop Wallonia)     | 79        |
| カナダ (Billboard)               | 73        |
| US Billboard 200                 | 34        |
| US Soundtrack Albums (Billboard) | 5         |